# 加賀屋 (居酒屋)

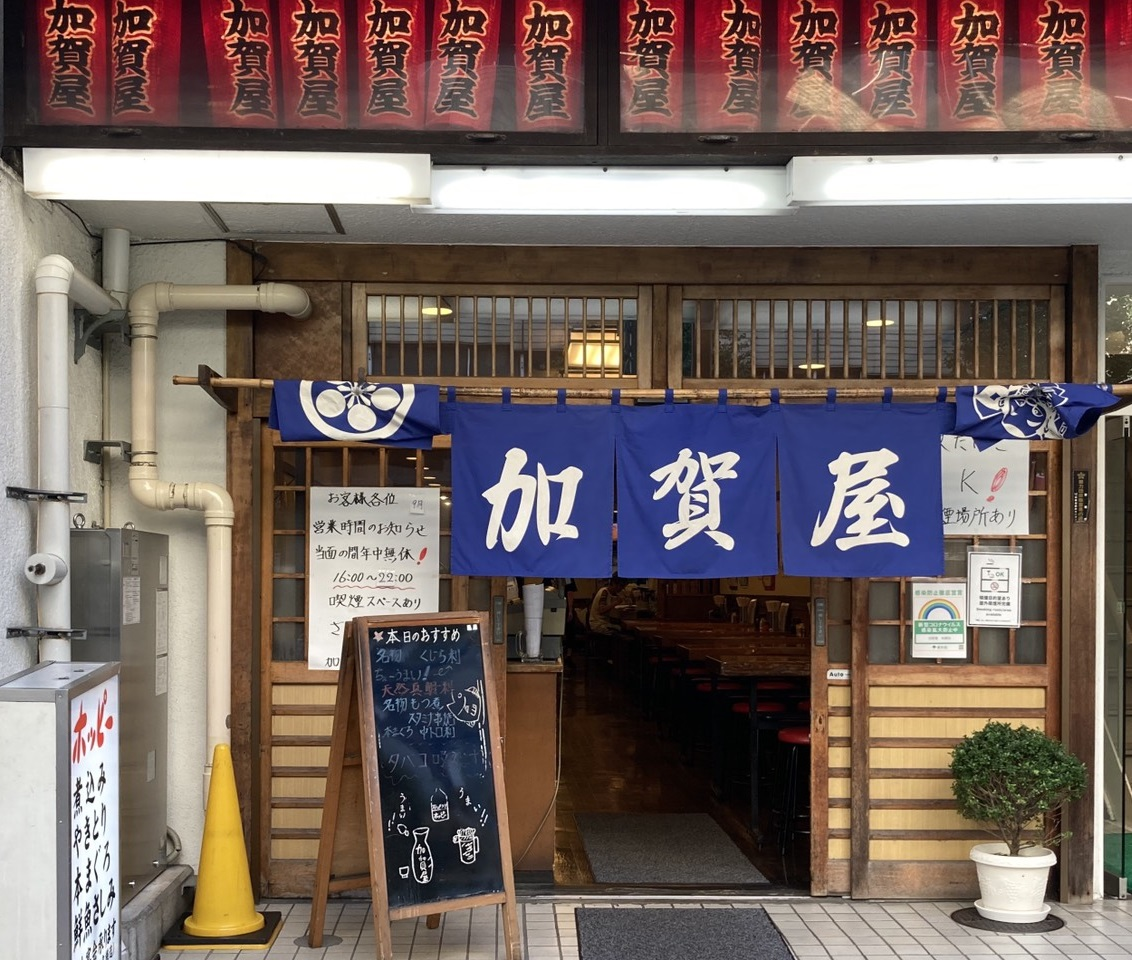
加賀屋 本郷本店

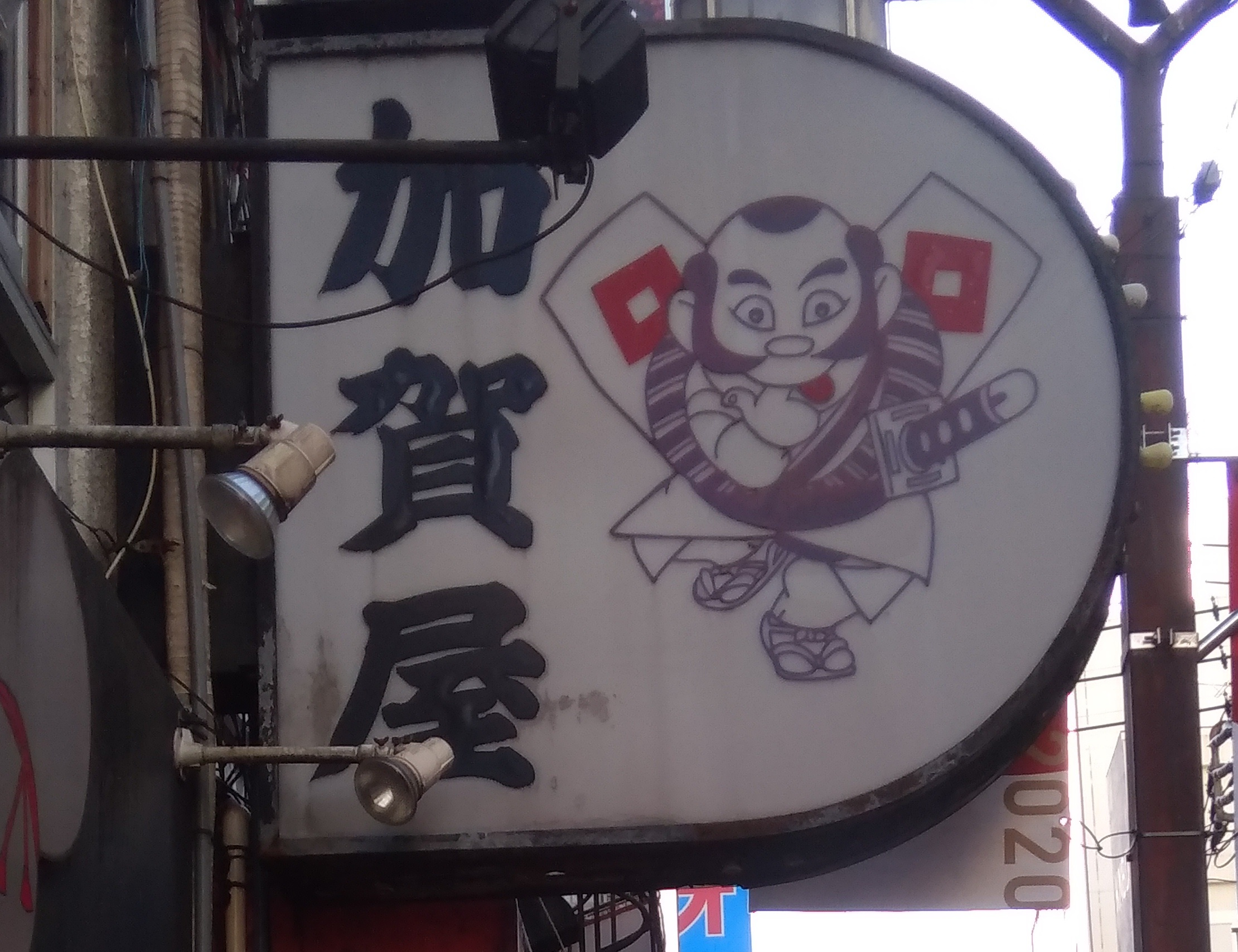
共栄会所属店舗のシンボルになっている「やっこだこ」のイラスト（加賀屋 蒲田１号店）

加賀屋は、もつ焼き・もつ煮込みを主力とする居酒屋。現在では東京都・埼玉県を中心に、50以上の店舗が営業している。

## 概要
石川県旧中島町（現七尾市）出身の木村忠夫（故人）が都内鮮魚店や焼鳥店での修業を経て、1965年（昭和40年）に1号店を開業。店名は、木村の出身地が石川県であることから付けられた。
板橋駅東口（東京都北区滝野川）で開業された1号店は、わずか7坪でカウンター8席のみの小規模な店舗だったという。
1号店の開業後、各店舗で修行を積んだ弟子が独立してオーナーとなる、昔ながらの暖簾分けのスタイルで各地に店舗が増加した（新たに加賀屋の店舗を開業するにはいずれかの店舗で5年以上の修業を積む必要がある）。1号店は立ち退きにより一時浦和へ移転するなどの変遷を経たが、現在の本店は創業者の親族がオーナーを務める本郷三丁目駅前の本郷本店である（現在も板橋駅前の別の場所で「ニュー加賀屋　板橋店」が営業している）。
店舗によりメニュー構成が異なるが、どの店舗でも共通する主力商品は、大串のもつ焼きと、小型の土鍋で提供されるもつ煮込みである。またドリンクメニューでは、ほぼ全店舗でホッピーが扱われており、店舗入口にホッピービバレッジ社ののぼりや赤ちょうちんが設置されている場合も多い。
前述の通り、暖簾分けスタイルで支店を増やしているため、セントラルキッチンが存在せず、店舗ごとに味・メニュー構成などが微妙に異なる（取り扱っているビールの銘柄も店舗ごとの裁量に任されている）。こうした店舗ごとの違いを楽しむため、わざわざ複数の支店を訪れる熱心なファンも多い。

## 出店エリア・店名・外観など
ほぼ全店舗が東京都・埼玉県内で営業しているが、千葉県船橋市にも支店が存在する（以前は静岡県島田市にも支店があったが2021年5月に閉店）。総店舗数は50店舗を超え、新宿、池袋、新橋、神田、錦糸町など、都内の飲食店が密集するエリアのほとんどに支店が存在する。
また、「ニュー加賀屋」「加賀廣」「加賀藤」等、加賀屋以外の店名で営業している店舗も存在する。「ニュー加賀屋」という店名は、オーナーが体調不良等で引退し、新たなオーナーに店舗を継がせる場合や、同駅周辺に2店舗目の店舗を出店する出す場合に付けられる。
店舗の看板の色は、一部の例外を除き、赤である場合が多い。また、加賀屋共栄会（後述）に所属する店舗の看板・暖簾には、やっこだこのイラストが描かれていることが多い（石川県の老舗旅館加賀屋と混同されることを避けるために1970年代に採用されたモチーフであるという）。このやっこだこのデザインを手掛けたのは、創業者と親交のあったさいとう・たかをである。

## 加賀屋共栄会と加賀廣会
加賀屋の店舗が都内で増加し始めた時期に、加賀屋各店の店主により、情報共有や後進育成にあたるための組織として「加賀屋共栄会」が設立された。その後、飛躍的に店舗が増加しはじめると、組織内で意見の分立が発生し、創業者の木村を中心とする加賀屋共栄会と、古参の店主を中心とする加賀廣会（「旧会」とも呼ばれる）の二派に分裂した。
この際、屋号について取り決めがなされ、加賀屋という店名で新店を開店するには、共栄会への所属が必須となり、旧会に属する店舗から暖簾分けを行う場合には、加賀屋以外の店名で開業しなくてはいけなくなった。この事情により、ある時期以降、「加賀廣」「加賀藤」といった新しい店名の店舗が発生した。

## エピソード
創業から50年を超える老舗であり、店舗数も多いことから、書籍や漫画で取り上げられたり、著名人に言及されたりする機会も多い。
- 酒場に関する多数の著作で知られる大竹聡は、自身が編集を務めるミニコミ誌「酒とつまみ」における企画「中央線で行く東京横断ホッピーマラソン」の連載第1回で東京駅前店（現在は閉店）を取り上げ、「ホッピーといえば、加賀屋。都内の居酒屋に詳しい人ならご納得いただけるでしょうか。チェーン店で、どこでもホッピー置いてますからね。」と述べている[7] 。
- ライターの塩見なゆは、自身の運営する飲食店情報サイト「Syupo」で築地店を取り上げた際、「東京を代表する酒場の『のれん』といえばどこを思いつきますか？と、先日、質問される機会がありました。チェーン飲食店を含まずに、純粋な暖簾分けで広まった店を挙げるならば、私は『加賀屋』だと思います」と評している[8] 。
- 『居酒屋ほろ酔い考現学』など、居酒屋を題材とした研究で知られる社会学者・橋本健二は、自身のブログで度々加賀屋の支店を紹介しており[9] 、板橋店について取り上げた際には「加賀屋というと、いちおうチェーン店に入るので軽く見られがちなところもないではないが、やはり大衆酒場の王道である」と評している[10]。
- 清野とおるはコミックエッセイ『ゴハンスキー』の中で、創業50周年を記念して2015年に行われた「加賀屋スタンプラリー」に挑むルノアール兄弟・左近洋一郎の姿を2話にわたって描いている。このエピソードが収録された単行本3巻には清野と左近による加賀屋をテーマとした対談が掲載されており、左近は加賀屋の魅力について「やっぱり”安定感”ですかね。お客さんの空気感、店員さんの接客、料理の味、この3要素がいつ来ても不変なんですよ。まるでメトロノームのリズムのように……。」と述べている。また、同対談の中で、「左近さんにとって加賀屋とは？」という質問に、左近は「”人生の応援歌”ですかね。お客さんのにぎやかな声が『頑張れ、頑張れ』って言ってるように聞こえてくるんです。」と答えた[11]。
- また、『ゴハンスキー』には、清野が自身の母を連れて加賀屋十条店を訪れるシーンも登場する。同店での飲食中、2人は蘇生措置拒否について話をしている[12]。
- 落語家・作家の立川談四楼は、上野広小路亭での高座後、しばしば上野広小路店を訪れると自著『談志が死んだ』に記している[13]。「楽屋の連中を従えて薄暮の街へ出る。さて今日はどこで飲もうか。地下の「加賀屋」がいいか。焼酎をボトルで取って黒ホッピー。それにガツ刺、シロのタレ焼、手羽先なんてなどうだ。このところちょっと売れてて懐があったかいんだ。オラ前座、飲め。飲めなかったら何か食え……。」
- 立沢直也はコミックエッセイ『無敵のおふたりさま酒場～おじさんぶるぶるまっぷ～』の中で複数回加賀屋について取り上げている。立沢は第1話で訪れた東十条店を気に入ったことをきっかけに加賀屋に興味を持ち始め、「加賀屋でぶるぶる編」では共栄会会長に加賀屋チェーンの歴史等に関するインタビューを行った。また、同編の中で立沢は、上野広小路店・本郷本店・大宮店・駒込店の4店舗を訪問・取材している（インタビューの中で、立沢は共栄会会長から「加賀屋公式サポーター」として認定された）[14]。
- 中野坂上店（現在は閉店）の常連だったという玉袋筋太郎は、加賀屋について以下のように語っている[15]。「ダンカンさんの付き人だった時（中略）ダンカンさんが家で原稿書き終わると、『よし飲み行くぞ』ってなる。俺らはずっと待っているわけで、（中略）今日は『加賀屋』行くぞってなると、すげー興奮して喜ぶわけよ。たまんないんだ、本当に。（中略）後々自分のお金で『加賀屋』に飲みに行けるようになってさ。当時付き合ってたオネエちゃんとかに、美味しいとこあんだよって、『加賀屋』連れてくっていうね。（中略）仕事してる時でも、まだ『加賀屋』やってんかなー？って思ったりしてさ。（中略）そこがあるから苦しい仕事も乗り越えられる。終わったら『加賀屋』行こうぜ、みたいな」
- アル北郷によれば、ビートたけしはたけし軍団メンバーに連れられて訪れた中野坂上店（現在は閉店）を気に入り、後日、出演ライブ終了後の打ち上げ会場として「中野だったらよ、あのほら、前にお前らと行った、アジフライから煮込みからなんでもある焼酎屋あったろ？」と中野坂上店をリクエストしたという[16]。

## 店舗一覧
ここでは、株式会社秀和物産による加賀屋ホームページ内の「お店紹介」に掲載されている店舗、及び、同リストには掲載されていないが、店名が「加賀屋」「ニュー加賀屋」「加賀廣」のいずれかである支店を挙げる（2023年9月現在、計54店舗）。
千代田区
- 加賀屋秋葉原駅前店
- 加賀屋神田店
- ニュー加賀屋神田南口店
- 加賀廣神保町店
- 加賀屋水道橋店
- ニュー加賀屋有楽町店

中央区
- 加賀屋築地店

港区
- ニュー加賀屋新橋店

新宿区
- 加賀廣江戸川橋店
- 加賀屋神楽坂店
- 加賀屋西武新宿店
- 加賀屋西新宿店
- 加賀屋早稲田店

文京区
- 加賀廣音羽店
- 加賀屋白山店
- 加賀屋本郷店
- 加賀廣茗荷谷店

台東区
- 加賀屋浅草橋２号店
- 加賀廣稲荷町店
- 加賀屋上野広小路店
- 加賀屋鶯谷店
- 加賀屋御徒町駅前店

墨田区
- 加賀廣押上店
- ニュー加賀屋錦糸町店
- 加賀屋とうきょうスカイツリー駅前店
- ニュー加賀屋両国店

品川区
- 加賀屋戸越公園店

大田区
- 加賀屋蒲田1号店
- 加賀屋蒲田2号店

杉並区
- 加賀藤（荻窪駅前）

豊島区
- 加賀屋池袋店
- 加賀屋大塚店
- 加賀屋駒込店
- ニュー加賀屋巣鴨店
- 加賀屋南池袋店

北区
- 加賀屋赤羽店
- 加賀屋十条店
- ニュー加賀屋東十条店

板橋区
- ニュー加賀屋板橋店

練馬区
- 加賀屋練馬店

足立区
- 加賀廣綾瀬店
- 加賀屋北千住店
- 加賀廣五反野店
- 加賀屋西新井店
- 加賀廣竹ノ塚店

葛飾区
- 加賀廣亀有店

東京都下（23区外）
- 加賀屋三鷹店

埼玉県
- 加賀屋大宮店
- 加賀屋北朝霞・朝霞台店
- 加賀廣草加店
- 加賀廣谷塚店

千葉県
- 加賀屋船橋店
- 加賀屋西船橋店
- 加賀廣市川店
- まる福 船橋加賀屋支店